# Hacienda de Los Príncipes
La Hacienda de Los Príncipes está situada en el casco del Realejo Bajo (Los Realejos, Tenerife, España), en la calle de Los Molinos. El Realejo Bajo tiene desde el año 2005 la denominación de Bien de Interés Cultural con la categoría de Conjunto Histórico.
En el Boletín Oficial de la Provincia (BOP) del 3 de julio de 2007 se hizo pública la declaración de la Hacienda de Los Príncipes como Bien de Interés Cultural (BIC), decisión que se tomó el 4 de junio, aunque el trámite se abrió en noviembre de 1984.

## Historia
Está situada en unos terrenos que el Adelantado Alonso Fernández de Lugo (conquistador de la isla) se reservó, en el denominado Campo del Rey, que fue el nombre que los conquistadores le dieron a las posesiones del Mencey Bencomo. El Adelantado puso en funcionamiento el primer cultivo introducido en esta zona, el de caña de azúcar e instituyó su mayorazgo en 1512.
En 1497 el portugués Alfons Velho introduce el cultivo de la viña en la hacienda, siendo el primer lugar de Tenerife donde se cultive.
Posteriormente, en 1579 la hacienda llega a manos de una sobrina del cuarto Adelantado de Canarias, Dª. Porcia Magdalena de Lugo, que contrajo matrimonio en Madrid con Antonio Luis Leiva, Príncipe de Asculi y Marqués de Atela, tomando la hacienda desde entonces su nombre actual y abandonando su antigua denominación de Hacienda de El Realejo.
En torno a esta hacienda, fueron llegando forasteros, que construyeron sus viviendas en terrenos cedidos por el propio Adelantado, y formaron el primer núcleo urbanístico de la zona.

## Conjunto arquitectónico

### Hacienda
Aunque el deterioro ha hecho que gran parte de los elementos estructurales no lleguen a nuestros días, la actual edificación tiene una planta en forma de "L", y pertenece a los siglos XVII y XVIII, con elementos añadidos posteriormente, según estudios de Gerardo Fuentes, profesor del departamento de Historia del Arte de la Universidad de La Laguna.
Desde el portalón de entrada, se accede, a través de un paseo ajardinado, a las fachadas de las dos edificaciones principales. Una tercera edificación, conocida con el nombre de Parra Alta está situada a un nivel más elevado, la calle en la que está la entrada principal, Los Molinos, tiene una gran pendiente, y, en origen, se construyó para otros usos diferentes a los de vivienda, granero y caballerizas.
Una de las estructuras más destacadas es justamente el molino, levantado a principios del siglo XVI, que le dio nombre a la calle, y que era movido por las aguas que bajaban con mucha fuerza. Se conservan también los lavaderos que aprovechaban el agua saliente del molino. Sin embargo el edificio que albergaba el ingenio azucarero, el primero en instalarse en la isla a finales del siglo XV, así como sus artificios y mecanismos no se conservan en la actualidad.
Otro elemento destacado es La Gota, que data de 1701; es un pequeño estanque azulejeado con una gruta en la que está la imagen de la Virgen de Lourdes.

### Ermita de San Sebastián
También forma parte del conjunto de estas edificaciones históricas, situada al pie de la calle de Los Molinos, aunque originalmente estuvo situada en el llamado llano se San Sebantián, actual barrio de San Agustín, y dentro de la jurisdicción de la Parroquia Matriz del Apóstol Santiago, siendo trasladada a este lugar, al construirse en su ubicación original, el desaparecido convento de San Andrés y Santa Mónica, de Agustinas Recoletas. Su construcción original data del siglo XVIII, pero sufrió un incendio en julio de 1885.